# Albert Helsengreen
Albert Helsengreen född 3 januari 1854 i Köpenhamn död 5 januari 1943, dansk skådespelare. Han var son till skådespelaren Frederik Helsengreen och bror till skådespelaren Emil Helsengreen. Han var gift med skådespelaren Agnes Mathilde Hou.
Helsengreen scendebuterade 1872 med monologen En mand der har været i byen på Casino teatern i Köpenhamn. Mellan 1873 och 1876 var han engagerad vid Bergens danske teater och 1887-1889 vid Det Kongelige Teater i Köpenhamn. I samband med sitt guldbröllop 1929 skänkte han ett legat till Danska Skådespelarföreningen vars räntor skall delas ut till äldre scenkonstnärer.

## Filmografi (urval)
- 1912 - Mellem storbyens artister